# Thymidine diphosphate glucose
Thymidine diphosphate glucose (thường viết tắt là dTDP-glucose hoặc TDP-glucose) là một phân tử liên kết nucleotide-đường giữa deoxythymidine diphosphate và glucose. Nó là hợp chất khởi nguồn cho các quá trình tổng hợp nhiều loại đường deoxy.

## Sinh tổng hợp
DTDP-glucose được tạo ra bởi enzym glucose-1-phosphate thymidylyltransferase và được tổng hợp từ dTTP và glucose-1-phosphate. Pyrophosphate là một sản phẩm phụ của phản ứng.

## Nhiệm vụ bên trong tế bào
DTDP-glucose hỗ trợ tạo thành nhiều loại hợp chất đa dạng khác nhau trong quá trình trao đổi chất các loại đường nucleotide. Nhiều loại vi khuẩn tối ưu hoá việc sử dụng dTDP-glucose để tạo ra nhiều loại đường phức tạp, được tích hợp vào các loại đường lipopolysaccharide của nó hoặc vào các chất chuyển hoá thứ cấp ví dụ như là kháng sinh. Trong các quá trình tổng hợp nhiều loại đường phức tạp này, dTDP-glucose trải qua một phản ứng tổng hợp ô-xi hoá/khử thông qua enzym dTDP-glucose 4,6-dehydratase, sản sinh ra dTDP-4-keto-6-deoxy-glucose.